# Уткин, Игорь Петрович
Игорь Петрович Уткин (род. 3 мая 1950, Куйбышев) — российский тренер по боксу. Заслуженный тренер РСФСР (1988), почётный гражданин Жигулёвска (1997).

## Биография
Игорь Уткин родился 3 мая 1950 года в городе Куйбышев (ныне Самара). Позднее вместе с семьёй переехал в Жигулёвск, где его отец работал на строительстве гидроэлектростанции. Ходил в школу № 13. В 1964 году в возрасте 14 лет записался в секцию бокса, где его тренером стал Евгений Подрезов. В 1971 году, после прохождения службы в армии, устроился учителем физкультуры в свою родную школу № 13. Проходил заочное обучение в Ленинградском институте физической культуры и спорта. Вёл секцию бокса. В 1976 году основал в Жигулёвске детско-юношескую спортивную школу. В 1985 году окончил Куйбышевский педагогический институт. В 1997 году стал старшим тренером ФСО «Локомотив». В 2003 году переехал из Жигулёвска в Самару.
В Жигулёвской спортивной школе Игорь Уткин воспитал более сотни боксёров. Среди них двукратный олимпийский чемпион Олег Саитов, заслуженный тренер России Александр Лукьянов, мастер спорта международного класса Дмитрий Корсун, мастер спорта Александр Митрофанов.

## Награды и звания
- Заслуженный тренер РСФСР (1988)[2]
- Почетный гражданин Жигулёвска (1997)[2]
- Медаль ордена «За заслуги перед Отечеством» 1 степени (2005)[2]
- Медаль ордена «За заслуги перед Отечеством» 2 степени (1997)[2]
- Орден Дружбы (2001)[2]